# 시와추오역
시와추오역(일본어: 紫波中央駅)은 일본 이와테현 시와군 시와정에 있는 동일본 여객철도 도호쿠 본선의 역이다. 상대식 승강장 2면 2선의 구조를 지닌 지상역이다.

## 타는 곳
| 1 | ■ 도호쿠 본선 | (하행) | 모리오카 방면              |
| 2 | ■ 도호쿠 본선 | (상행) | 기타카미 · 이치노세키 방면 |

## 역 주변
- 시와 정청
- 모리오카 미나미 쇼핑센터

## 인접 정차역
| 도호쿠 본선            | 도호쿠 본선   | 도호쿠 본선            |
| ---------------------- | ------------- | ---------------------- |
| 히즈메 이치노세키 방면 | ■ 도호쿠 본선 | 후루다테 모리오카 방면 |